# Estela de Merenptah
La Estela de Merneptah, también llamada Estela de la victoria o Estela de Israel, es una losa de granito gris, erigida por el rey Amenhotep III e inscrita más tarde, en el reverso, por el rey Merneptah para conmemorar su victoriosa campaña militar en tierras de Canaán hacia 1210 a. C.

## Descubrimiento e importancia
La estela fue descubierta en 1896 por Flinders Petrie en el templo funerario de Merenptah, en la región de Tebas (Egipto). La piedra ha alcanzado gran notoriedad porque el texto grabado incluye posiblemente la primera mención conocida de Israel (es decir, los israelitas como grupo), en la penúltima línea, dentro de una lista de los pueblos derrotados por Merenptah. Por esta razón, muchos académicos la denominan "Estela de Israel". 
Algunos investigadores encuentran una mención previa de Israel en otra inscripción egipcia llamada Relieve pedestal de Berlín,que data de la dinastía XVIII (1550-1292 a. C.), aunque esta identificación fue rechazada por otros expertos. 

## Traducción
Las diferentes traducciones otorgan el mismo significado:

Los príncipes están postrados, diciendo: ¡clemencia!
Ninguno alza su cabeza a lo largo de los Nueve Arcos.
Libia está desolada, Hatti está pacificada,
Canaán está despojada de todo lo que tenía malo,
Ascalón está deportada, Gezer está tomada,
Yanoam parece como si no hubiese existido jamás,
Isr[A]r (isrelita) está derribado y yermo, no tiene semilla.
Siria se ha convertido en una viuda para Egipto.
¡Todas las tierras están unidas, están pacificadas!
Petrie y Spiegelberg.

Según Claire Lalouette, este texto no debe ser leído como un simple poema, ya que para los antiguos egipcios, el texto escrito, poseía un valor mágico, que afectaba al mundo real.
Los lugares mencionados en la estela llevan el determinativo de tierra extranjera, pero Israel es mencionado de diferente manera, al utilizar el determinativo como un gentilicio: se habla de «gente de Israel», mostrando que para los egipcios contemporáneos, Israel era considerado un grupo extranjero. Este importante documento extra-bíblico muestra la presencia israelita como uno de los grupos que pueblan el área del levante mediterráneo.